# San Antonio, Xonacatlan
San Antonio är en ort i Mexiko. Den ligger i kommunen Xonacatlán och delstaten Mexiko, i den sydöstra delen av landet, 40 km väster om huvudstaden Mexico City. San Antonio ligger 2 591 meter över havet och antalet invånare är 565.
Terrängen runt San Antonio är kuperad åt nordost, men åt sydväst är den platt. Runt San Antonio är det tätbefolkat, med 570 invånare per kvadratkilometer. Närmaste större samhälle är Metepec, 19,7 km sydväst om San Antonio. I omgivningarna runt San Antonio växer huvudsakligen savannskog.